# Kapowairua
Kapowairua ist eine kleine Siedlung im Far North District der Region Northland auf der Nordinsel von Neuseeland.

## Namensherkunft
Der Name Kapowairua wurde für den Ort der Siedlung gewählt, weil einer Māori-Legende nach dort die Seelen der Verstorbenen eingefangen werden, bevor sie sich über Cape Reinga / Te Rerenga Wairua auf die lange Reise zu ihrem Ort der letzten Ruhe begeben. So bedeutet „Kapo“ so viel wie fangen und „wairua“ der Übersetzung entsprechend Seele.

## Geographie
Die Siedlung befindet sich rund 17 km östlich von Cape Reinga / Te Rerenga Wairua am Ostende der Spirits Bay. Sie ist die nördlichste Siedlung Neuseelands, abgesehen von einer ständig bemannten Station auf Raoul Island. Kapowairua ist von der Siedlung Waitiki Landing am New Zealand State Highway 1 aus über eine rund 14 km lange Schotterpiste erreichbar. Die nächste größere Siedlung ist die rund 27 km südlich liegende Te Kao und Kaitaia als nächstgelegene Stadt wäre 85 km weit entfernt.